# Estação ISMAI

A Estação ISMAI é parte do Metro do Porto, término atual da Linha C. Permite o transbordo para os Transportes Alternativos da Trofa (ta) e acesso ao Instituto Superior da Maia (ISMAI).